# Achim Wilbois
Achim Wilbois (* 15. Juni 1963) ist ein ehemaliger deutscher Fußballspieler.

## Karriere
Als Jugendlicher besuchte Wilbois die Erich Kästner Realschule Hermeskeil. Der gelernte Bankkaufmann begann das Fußballspielen beim SV Mandern und trug danach von 1982 bis 1986 das Trikot von Eintracht Trier. 1986 wechselte er in die Fußball-Bundesliga zum 1. FC Nürnberg, für den er neun Spiele absolvierte und dabei zwei Tore erzielte. Danach spielte er von 1987 bis 1990 für Blau-Weiß 90 Berlin in der 2. Bundesliga, wo er zu 63 Einsätzen bei 10 Toren kam. Anschließend setzte er seine Karriere bei Eintracht Trier und dem CS Grevenmacher fort und beendete am 30. Juni 1997 seine Spielerkarriere.